# NGC 5434
NGC 5434 ist eine Spiralgalaxie vom Hubble-Typ Sc im Sternbild Bärenhüter und etwa 207 Millionen Lichtjahre von der Milchstraße entfernt. Sie bildet mit dem Nicht-NGC-Objekt PGC 50087 (auch NGC 5434B genannt) eine optische Doppelgalaxie.
Das Objekt wurde am 25. April 1883 von Wilhelm Tempel entdeckt.